# ヴァイマル共和政のハイパーインフレーション

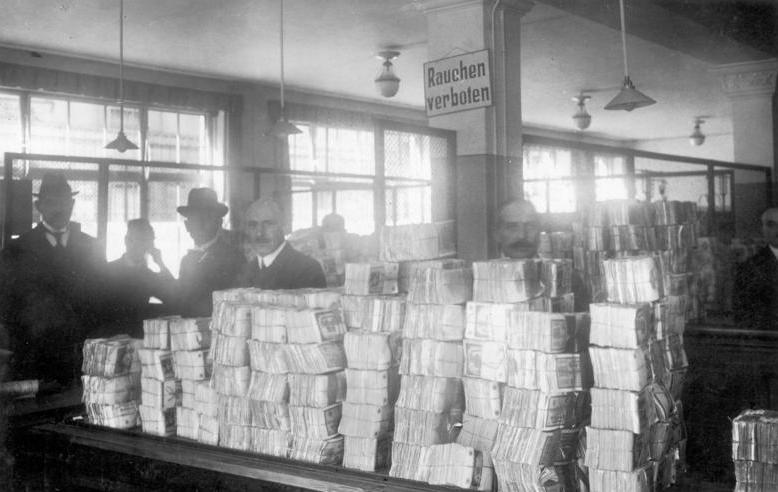
ハイパーインフレーション期にドイツ帝国銀行で保管されている流通前のノートゲルト（緊急通貨）紙幣の束

ヴァイマル共和政のハイパーインフレーション（ヴァイマルきょうわせいのハイパーインフレーション）は、1921年から1923年にかけて、あるいは特に1923年に発生した、ヴァイマル共和政ドイツの通貨パピエルマルクの価値の暴落（ハイパーインフレーション）。第一次世界大戦の巨額の戦費の負担と、敗戦により課された巨額の賠償により、通貨が乱発されて価値が大幅に下落し、ドイツ民衆の生活を苦しめることになった。

## 背景

### 戦前から戦中の通貨制度
第一次世界大戦の時期に、ドイツ帝国には一般的に使われることがある支払手段として5種類のものがあった。ドイツ帝国銀行（ライヒスバンク）の銀行券、帝国金庫券、私立発券銀行券、鋳造貨幣（いわゆる小銭）、貸付金庫券である。
帝国銀行券は、普仏戦争の結果としてフランスから得た50億金フランの賠償金を基礎として、1873年に金本位制を確立し、1875年にドイツ帝国銀行が発足してその翌年から発行が開始されたマルク紙幣である。金1キログラム＝2790マルク（金0.358グラム＝1マルク）とされ、発行額の3分の1に相当する金地金、帝国金庫券、外貨を発券保証準備金として備えることを義務付けられており、さらに残額の3分の2に対しては3か月以内に満期となる複数の確実な支払い義務者のある手形や小切手などを保有することが義務付けられていた。また保証準備以上に2億5000万マルクを超えて発券する場合には5パーセントの紙幣税を国庫に納める義務があった。これらの条件によりマルクの発行は厳しく制限されていた。この金と結びつけられたマルク紙幣を金マルクと呼ぶ。
帝国金庫券は、金本位制確立以前に政府が発行していた紙幣を回収する目的で、普仏戦争の賠償金の一部を用いて発足した帝国金庫が発行する紙幣である。私立発券銀行券は、ドイツ帝国発足以前の各領邦が有していた発券銀行に由来する私立発券銀行が発行している紙幣である。ドイツ帝国銀行発足時点では私立発券銀行が32行あったが、大戦勃発前年の1913年時点ではバイエルン、ザクセン、ヴュルテンベルク、バーデンの4つの私立発券銀行のみとなっており、帝国銀行券とほぼ同じ金本位制であった。
貸付金庫券は第一次世界大戦突入に伴って設立された貸付金庫の発行するもので、後述する。このほか、小額の紙幣や鋳造貨幣の不足を補うために財務大臣の認可の下で地方自治体や企業に発行を認められていた緊急通貨「ノートゲルト」というものも存在した。またマルクが通貨としての機能を喪失した時期には、米ドルやイギリスのポンド、スイス・フランなどの外国通貨もドイツ国内で用いられた。

### 戦費の負担問題
第一次世界大戦勃発の前年である1913年度には、ドイツ帝国の財政支出額は35億2000万マルクであったが、戦争勃発後は激増の一途をたどり、休戦となった1918年度の財政支出額は455億1000万マルクであった。この間、歳入も増加したものの歳出の増加には到底追いつかない状況であり、巨額の国債発行によって戦費を賄わなければならなかった。
もともとドイツ帝国は歴史的な経緯から、構成する各領邦（ラント）の権限が強く、帝国（ライヒ）の課税権は関税や消費税などの間接税に限られており、所得税のような直接税は領邦の権限とされていた。間接税の税率は低く課税技術も未発達であったため、帝国の増大する財政支出を賄うことが困難で、やがて領邦から人口に応じた貢納金を徴収するようになり、後には実質的な直接税の賦課を開始するようになる。しかし依然として間接税偏重の傾向があり、財政制度の欠陥となっていた。
第一次世界大戦が勃発すると、ドイツではシュリーフェン・プランの影響から、当初は短期戦であると見込んでおり、戦費を国債発行によって賄う方針となった。直接税が領邦の権限とされ、帝国が直接税を課税することに強い抵抗を示したことの影響もあった。しかし短期決戦の見込みはなくなり、1915年になって戦時特別課税が開始された。参戦各国が国債発行などの借り入れに戦費を頼らなければならなかったことは同様であったが、イギリスでは戦費の20.2パーセントを租税で賄ったのに対し、ドイツでは6.5パーセントにすぎなかったとされる。
大戦勃発の危機が迫る1914年7月31日に、帝国銀行は事実上銀行券の金兌換を停止した。この措置は、帝国金庫券および銀行券に関する1914年8月4日の法律によって事後的に承認された。この法律により、帝国銀行券と帝国金庫券の双方は金兌換の義務を免除された。さらに私立発券銀行も保証準備として、金と関係のなくなった帝国銀行券を用いることを許されたので、私立発券銀行券も金兌換を事実上停止した。そして鋳貨法の変更に関する1914年8月4日の法律により、鋳貨と金貨の交換義務も廃止され、ドイツの金本位制は完全に停止することになった。
また、1914年8月4日の貸付金庫法によって貸付金庫が設立された。帝国銀行は、帝国銀行券の発行に当たって、金準備以外の部分について確実な支払い義務者のある手形や小切手などを保有することを定められていたが、貸付金庫はそうした対象とならない有価証券や商品などを担保として貸付金庫券を発行できるとされた。貸付金庫券は法的な支払手段ではなかったが、政府は額面通りに受理することになっており、さらに帝国銀行は、発券準備として貸付金庫券を利用できることになった。これにより帝国銀行の準備義務は意味を失い、ほとんど何に対してでも担保として貸付金庫券が発行され、それが帝国銀行に流れ込んで、その3倍の額の帝国銀行券が発行されるようになった。
そして銀行法の改正に関する1914年8月4日の法律により、帝国銀行券が上限を超えて発行されるときの紙幣税が廃止され、帝国銀行の発券保証準備として帝国財務省手形および帝国財務省証券を用いることができるようになった。これにより政府は借金の証文であるこれらの手形や証券を帝国銀行に渡すことで、無制限に帝国銀行券を借り入れることができるようになった。こうして無制限にマルク紙幣を増刷することができる制度が整った。金本位制が停止されて以降のマルクを紙マルク（パピエルマルク）と呼ぶ。
ドイツ政府は、戦争に勝てば敗戦国の連合国に戦時賠償を課すことで債務を返済できると考えていた。これは資源に富んだ東西の工業地帯をドイツに併合し、また1870年にドイツがフランスに普仏戦争で勝利したときの賠償のように現金の支払いをさせることで実現しようとしていた。しかしドイツ政府の考えていた戦略は、ドイツが敗戦したため失敗に終わり、新しく発足したヴァイマル共和政は支払うことのできない巨額の債務を抱えることになり、経済的な裏付けのないままに紙幣を増刷したことでさらに問題を増幅することになった。通貨の発行残高は、大戦前の1913年に帝国銀行券21億マルク、帝国金庫券1.1億マルク、私立発券銀行券1.4億マルク、鋳貨37億マルクの計61億マルクであったが、大戦後の1920年には帝国銀行券540億マルク、貸付金庫券131億マルク、帝国金庫券3.2億マルク、私立発券銀行券2.4億マルク、鋳貨1.7億マルクの合計679億マルクに達していた。鋳貨が大きく減少しているのは、帝国銀行の金集中政策により流通から引き上げられたためである。

## インフレーションの進展

### 戦争中から戦後直後の時期まで
第一次世界大戦中のドイツにおける卸売物価指数は、1914年平均を100としたとき、1918年11月の大戦終了時点では223になっていた。しかしこれは通貨の増発に比べればはるかに緩い増加にとどまっており、大戦中に実施された物資の配給統制によるものであった。また米ドルとの為替レートについても、1914年には1ドル4.2マルクの公定レートであったが、戦争中を通じて次第にマルクが下落していった。1918年11月時点では1ドルに対して公定レートの1.78倍の約7.48マルクが対応するようになっていたが、これも外国為替管理とマルク相場支持工作の結果、通貨増発に比べてはるかに緩い価値下落にとどまっていた。
しかし戦時中の通貨増発と物価高騰は、参戦諸国に共通のものであり、通貨増発の程度においてはドイツは交戦主要国中1位であったが、物価騰貴率ではむしろ低位であった。第一次世界大戦の西部戦線はほぼフランスとベルギー国内で戦われたため、ドイツの工業基盤はほとんど無傷で戦争を潜り抜けており、ドイツに賠償を強制的に払わせるために連合国が経済制裁を課すと最後通告をしたにもかかわらず、ドイツはヨーロッパ大陸で支配的な経済力になりうる良い状態に付けていた。帝政崩壊から共和国建設までの政治的混乱により、ドイツ工業の生産は1919年に一時的に大きく減少したが、戦争経済に動員されていた生産力が開放されたこともあり、生産統計上は1922年には戦争開始前の1913年のドイツの生産額のうち戦争で失われた領土におけるものを除いた、新領土での比較において上回るようになった。賠償問題がなければ、ドイツの戦後のインフレーションははるかにましなものであっただろうと指摘されている。実際、1920年はじめに1米ドル59マルク前後までマルクの価値が下落してからは、いったん安定状態となり、1920年6月から7月には1米ドル39マルク前後まで価値が戻る局面も見られた。1920年には、銅貨の金属地金としての価値が額面価値を上回るようになったため、少額貨幣が不足するようになり、これを補うノートゲルトが発行されるようになった。

### 賠償問題
1918年11月11日に締結されたドイツと連合国の休戦協定では、武器や鉄道車両の引き渡しの義務をドイツに課しており、これは実質的に賠償の性質を含んでいた。また後日締結される講和条約によって賠償が請求される旨の規定があった。
ケインズは、ドイツに対する賠償要求の原案を戦時中から統計資料に基づいて詳細に検討し、1918年11月に提出した報告で、請求すべき賠償額は高めに見積もって約40億ポンドであるが、ドイツの実際の支払い能力は楽観的な見込みに基づいて30億ポンド、慎重には20億ポンド程度であろうとした。しかしこれは多くの政治家には受け入れられず、連合国の戦費をすべてドイツに負担させるべきであるとして、ドイツの支払い能力ではなく大戦前のドイツの貯蓄に基づいて、240億ポンドという巨大な賠償要求を提示するものもあった。
パリ講和会議を経て1919年6月28日に締結されたヴェルサイユ条約では、連合国間の合意が得られなかったため、賠償額の総額は確定されず、後日賠償委員会に総額の確定を委ねることになった。しかし連合国が軍人に対して支払う恩給なども賠償額に含めるべきことが決められた。
パリ講和会議に失望したケインズは、講和会議の不正と愚劣を糾弾した『平和の経済的帰結』を著した。その中で、賠償総額20億ポンドとし、うち現物の譲渡額を5億ポンドとし、残りの15億ポンドは30年間で5000万ポンドずつ支払わせることを提案した。これは連合国の直接的な損害額に一致するとともに、ドイツが正常な経済活動で実現できる輸出超過額であるとした。ドイツが賠償を支払うためには輸出によって貿易黒字を稼ぐことが不可欠であるが、戦前のドイツは貿易赤字だったのであり、鉄鋼や機械、石炭などの輸出を増加しようにも、石炭や鉄鉱石の産地の多くを割譲したドイツは輸入を増やさなければ増産自体ができず、賠償に充てられる有効な貿易黒字は輸出額すべてではなく、輸出と輸入の差額分のみである。このような輸出の増大は現実的ではなく、賠償請求が強行されれば貧困と階級対立の激化により革命の危機に陥ることを指摘した。また、ドイツを1世代にわたって奴隷状態に陥れて幸福を奪うような政策は、非人道的であるとも指摘した。
ケインズの指摘にも関わらず、1920年4月から1921年4月までの間に12回にわたって賠償委員会の会議が行われ、最終的に1921年5月5日に賠償総額を1320億金マルクとし、向こう30年間毎年20億金マルクと輸出額の26パーセントを支払うように決議し、1921年中に10億金マルクを払うように要求した。これをドイツは受諾した。
最初の賠償支払いは、支払期限となった1921年6月に実施された。ドイツは在外資産などを売却して10億マルクを支払ったが、資金調達の負担からマルク相場が下落していった。要求された総賠償額は1320億金マルクであったが、急速に価値が下落していくパピエルマルクではなく交換可能通貨で支払わなければならないとされたため、ドイツが一度に払わなければならない額は500億マルクとされた。
1921年8月から、ドイツはいかなる為替レートでも外貨をマルクで買い始めたが、マルクの価値崩壊をさらに加速するばかりであり、賠償委員会に要求された外貨を調達するためにはさらなるマルクを支払わなければならないことを意味した。ドイツ政府が戦争賠償を支払うために用いていた戦略は、大量の紙幣を発行して外貨を購入して賠償に充てるというものであったが、これによりパピエルマルクのインフレーションを深刻化させた。しかし1921年分については、ドイツ政府は何とか賠償の支払いを完了した。
ドイツは1922年7月12日に1922年分の残りと1923年、1924年分の支払いの猶予を求めたが、フランスは短期の休止のみ認めてそれ以外を拒否し、これを契機にマルクの為替相場は暴落し始めた。1922年12月には1米ドルが7,400マルクへと下落した。生活費指数は1922年6月に41であったのが12月には685となり、ほぼ17倍へと増加した。1922年末には、ドイツ政府は賠償を履行できないと判明した。

### ハイパーインフレーションへと発展

ヴァイマル共和政のハイパーインフレーションの進展、1金マルクあたりのパピエルマルクの価値、1から1兆までで縦軸は対数スケールである

ドイツの賠償金支払い困難に対する連合国の意見は一致しなかったが、ドイツに対しもっとも強硬な態度を取るフランスは、ベルギーとともに1923年1月11日にドイツの主要な工業地帯であるルール地方を占領した（ルール占領）。ドイツはこれに厳重に抗議し、一切の賠償の支払いも石炭の提供も拒否して抵抗した。イギリスやアメリカも、ドイツのインフレーションを加速させ革命の危機を招くとして、ルール占領には批判的であった。
ドイツ政府のルール占領に対する反応は、いかなる形であれ占領者を支援することになる業務を何もしないようにルール地方の労働者に対して消極的抵抗の方針を指示することであった。この方針は実質的に占領に抗議するゼネラル・ストライキを意味したが、ストライキ中の労働者に対して経済的な支援を行う必要があった。政府はさらに紙幣を増刷することで労働者に対して支援を支払ったが、これによりドイツ中がさらに紙幣で溢れかえることになり、ハイパーインフレーションをさらに悪化させていった。1923年11月には、1米ドルは4兆2105億マルクに達していた。
ドイツの民衆は、現金を受け取ると減価してしまうのを避けるためにできるだけ早く使ってしまおうとした。このため貨幣の流通速度が異常に増大した。絶えず紙幣が減価していくので、額面の大きな新しい紙幣を常に作っていかなければならず、紙幣の印刷が大問題になった。帝国印刷局には7,500人以上の職員が紙幣製造のためだけに働き、84の直属印刷工場と60の補助印刷所が紙幣を印刷し、そのための紙は30以上の製紙工場でフル操業で生産されていた。
また米ドル、イギリスポンド、スイスフランなどの外貨がドイツ国内で幅広く使われるようになり、国内にある外貨の価値は流通しているマルクの価値の10倍にもなったという。さらに、財務大臣の認可の下に地方自治体や企業に発行が認められていた緊急通貨ノートゲルトは、この時期になると非合法に財務大臣の認可を得ずに発行されるものが増えていった。1923年末におけるノートゲルトの総額は、同時期のマルク紙幣の2倍にも達していた。ノートゲルトによる取引は日常化し、誰もが勝手に発行する紙幣により「私人によるインフレーション」が進展していった。
こうした消極的抵抗と占領によるルール地方の封鎖はドイツ経済に甚大な打撃を与えたこともあり、9月27日に至りドイツ政府は消極的抵抗を中止した。一方ルール地方を占領しても見込んだ経済的成果を得られなかったフランスはようやく妥協的となり、11月30日に賠償委員会で再度の賠償の協議を開始した。1924年8月30日に新たに締結されたロンドン協定はドーズ案と呼ばれ、ドイツの賠償負担を大きく軽減するとともにドイツのインフレーションや財政均衡に配慮した支払方式となった。ドーズ案成立によりフランスはルール占領を中止し軍隊を撤収させた。

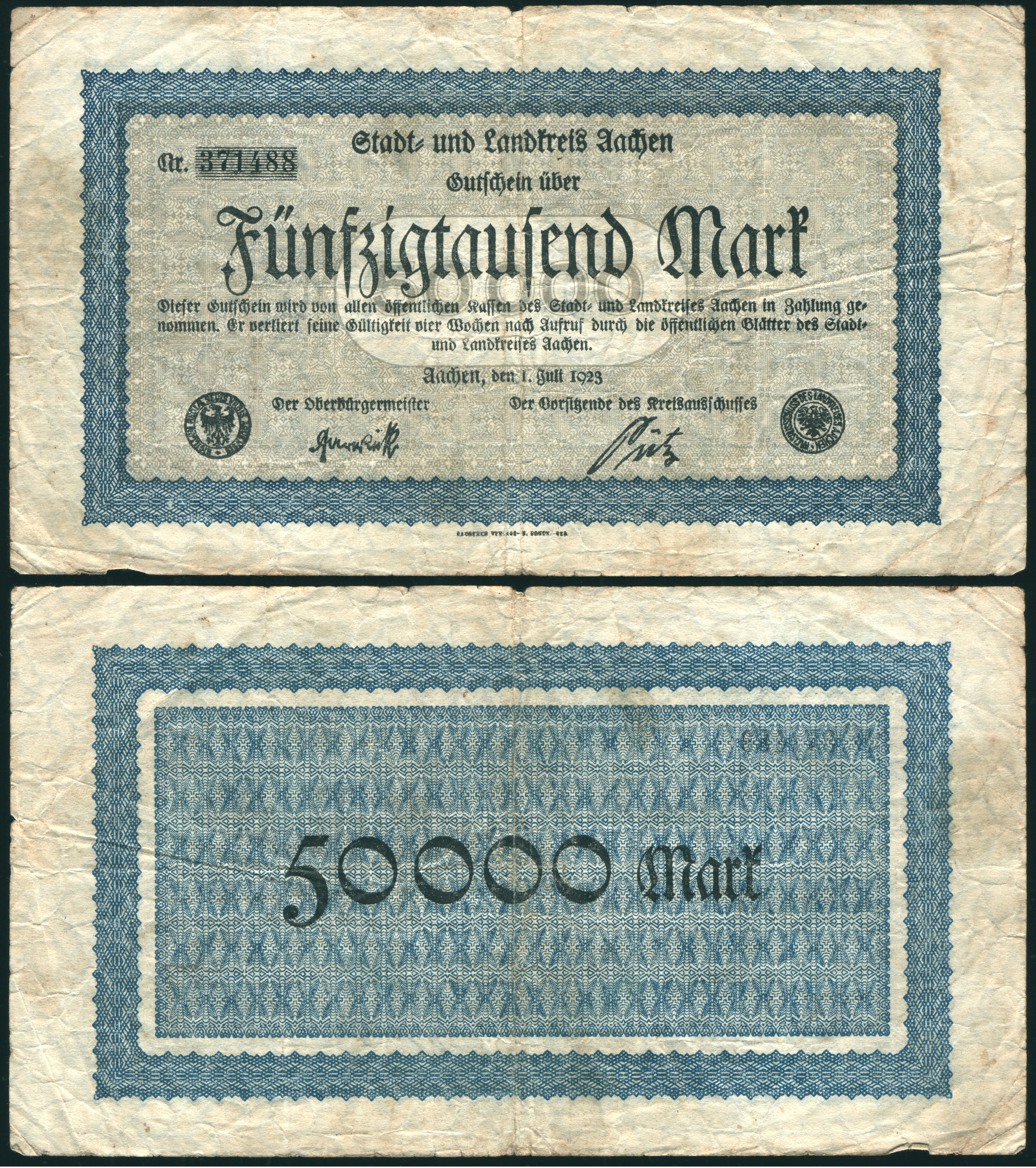
アーヘンで1923年に発行された5万マルクノートゲルト
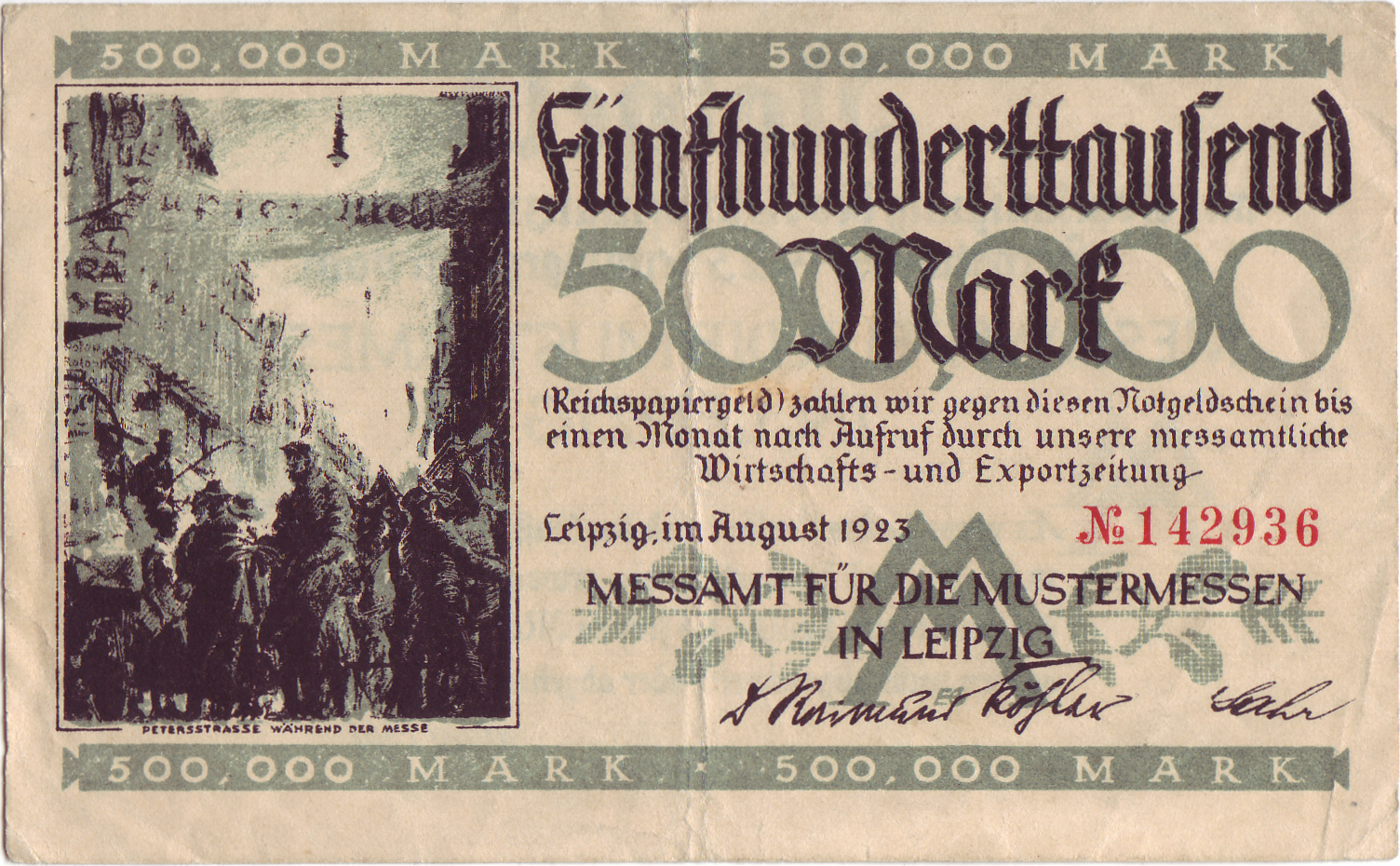
ライプツィヒで1923年に発行された50万マルクノートゲルト
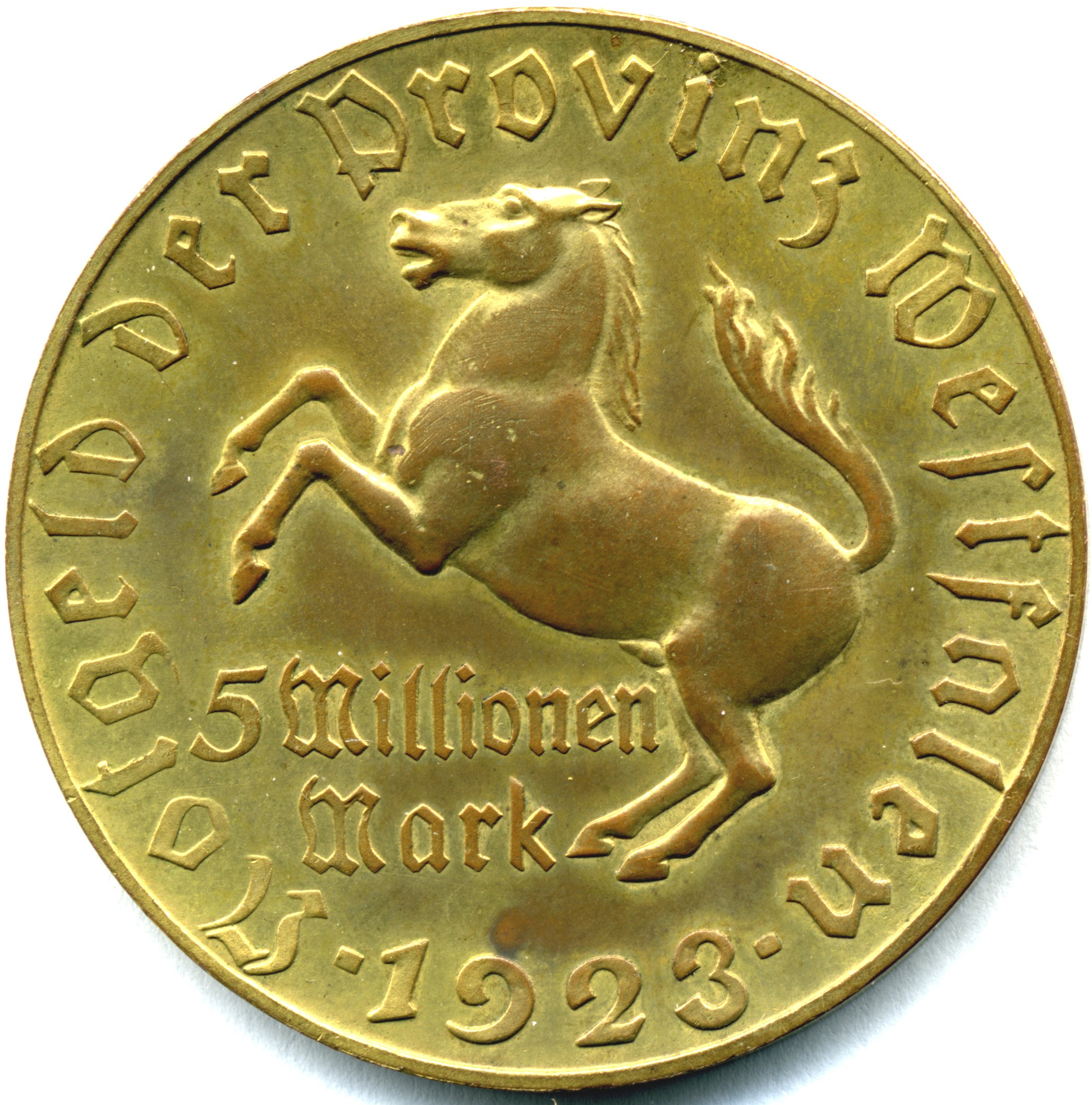
ヴェストファーレンで1923年に発行された500万マルク硬貨
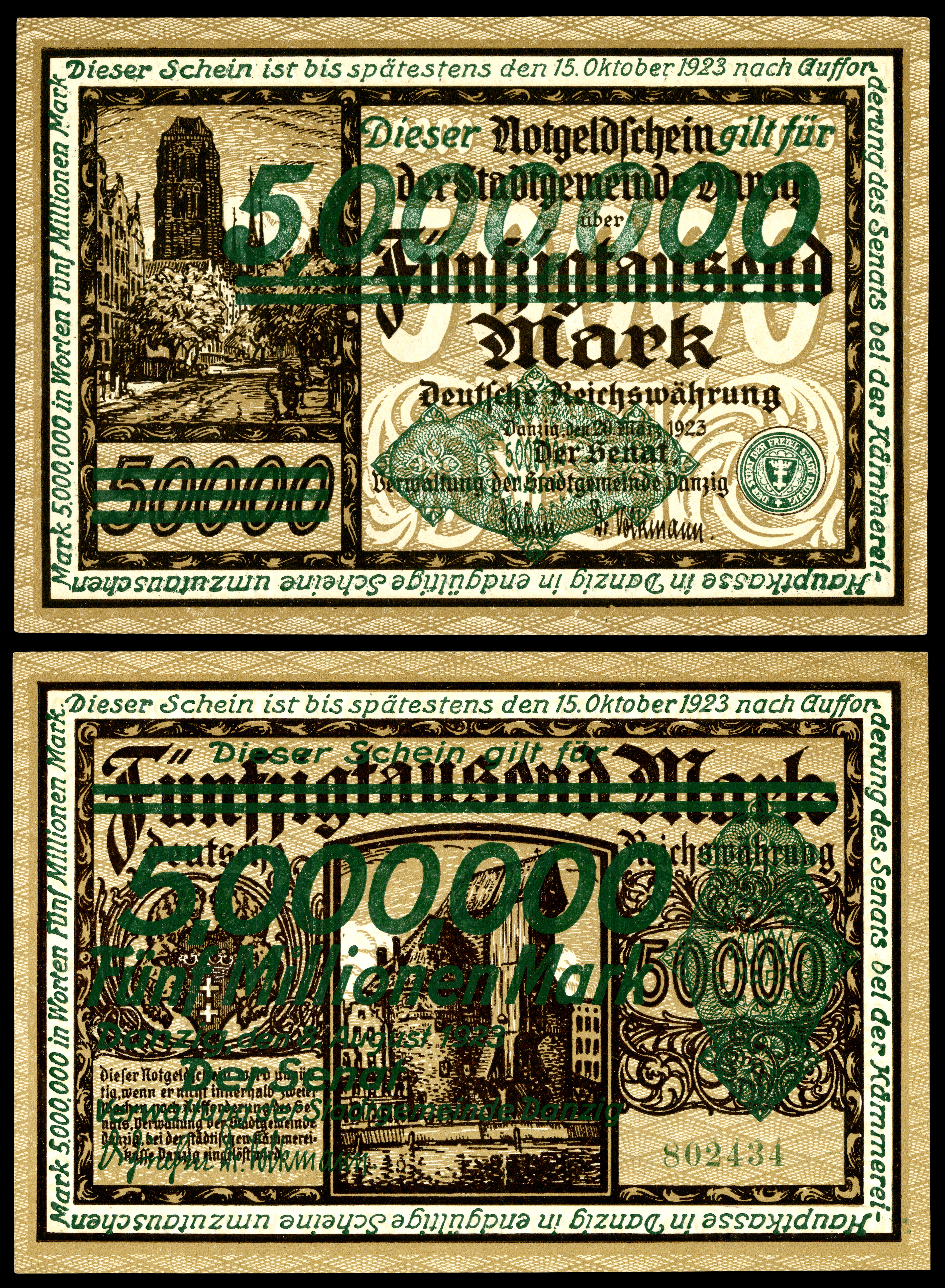
ダンツィヒで1923年に発行された500万マルクノートゲルト
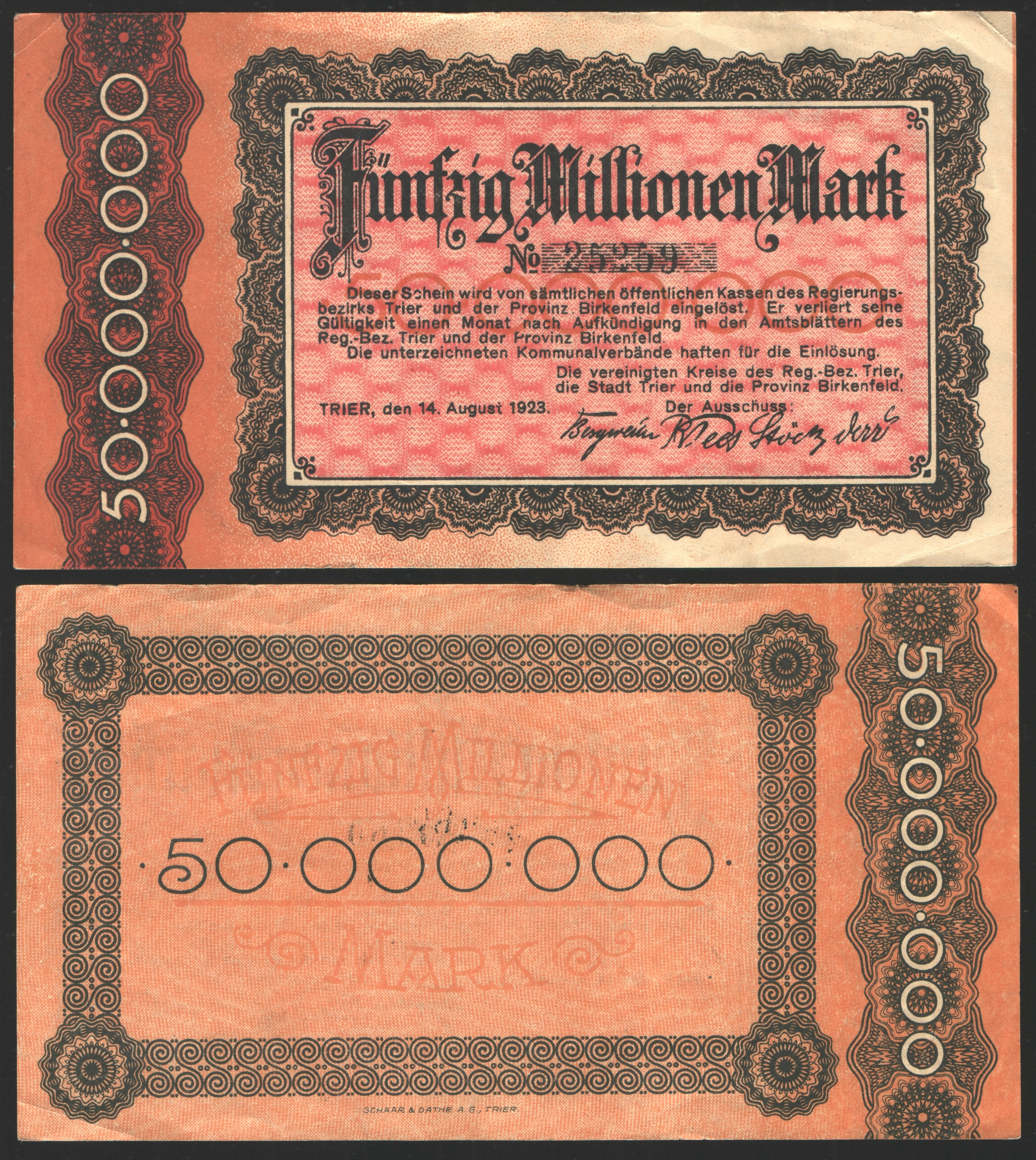
トリーアで1923年に発行された5000万マルクノートゲルト
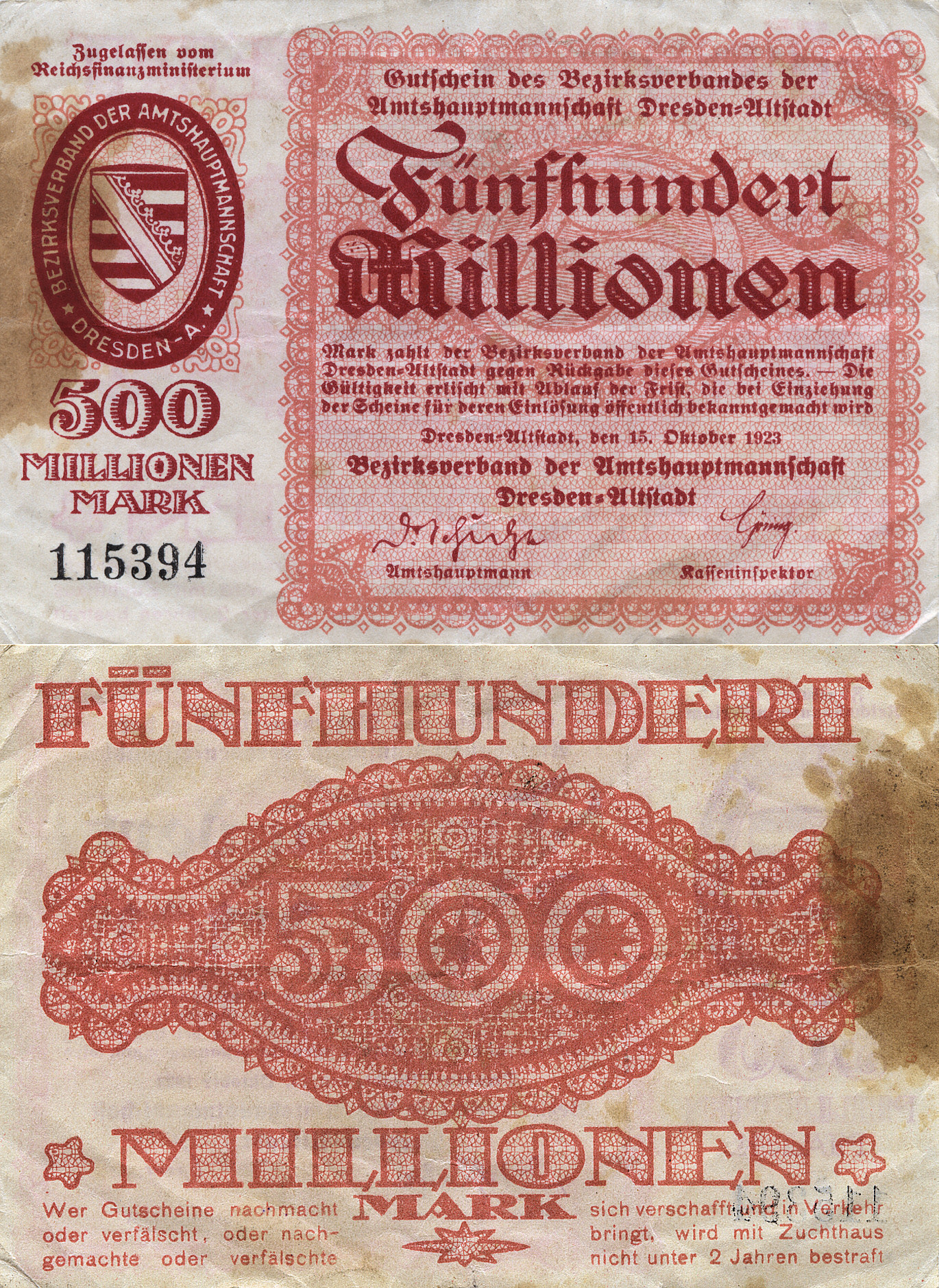
ドレスデンで1923年に発行された5億マルクノートゲルト
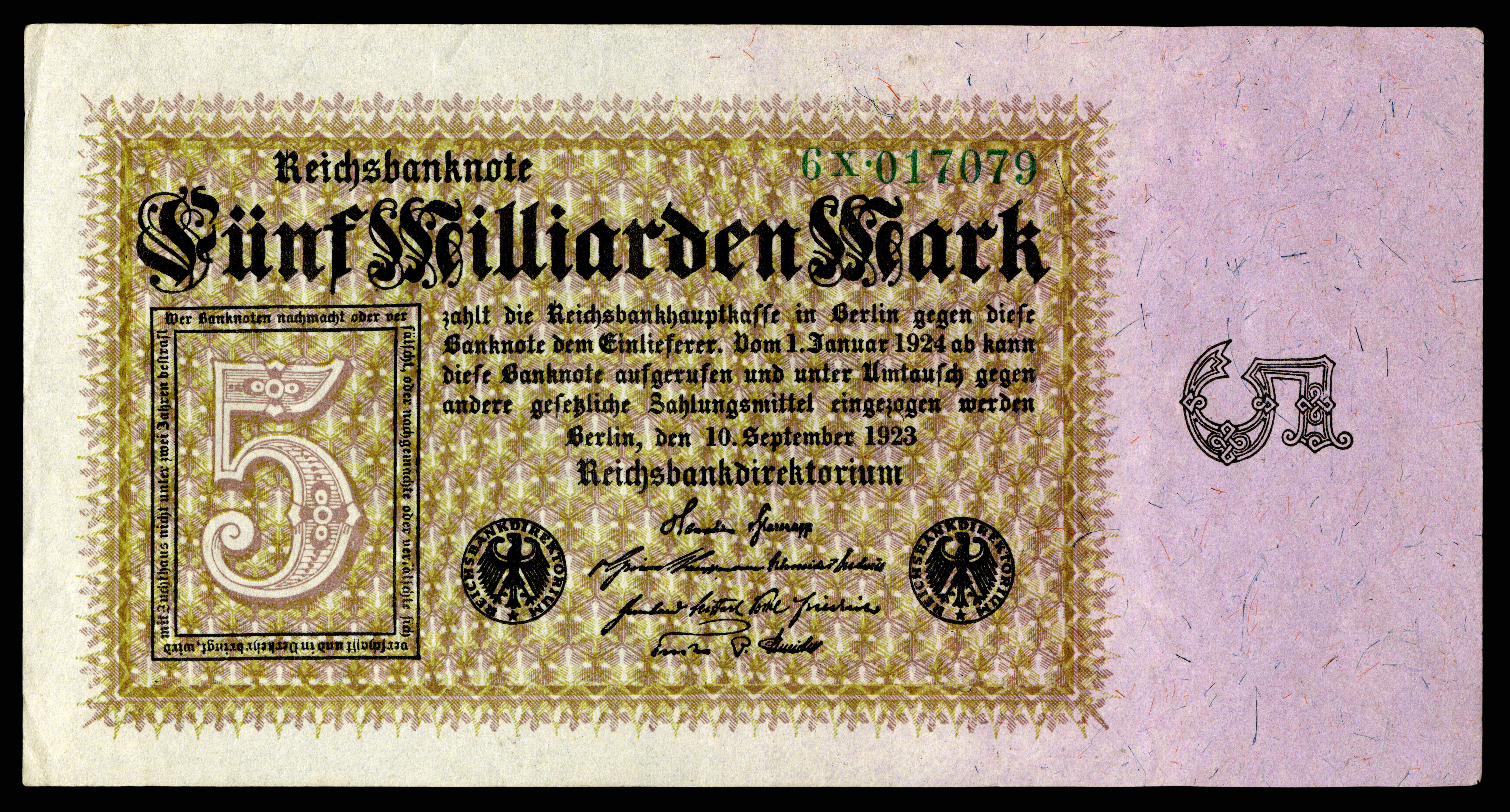
ベルリンで1923年に発行された50億マルクノートゲルト
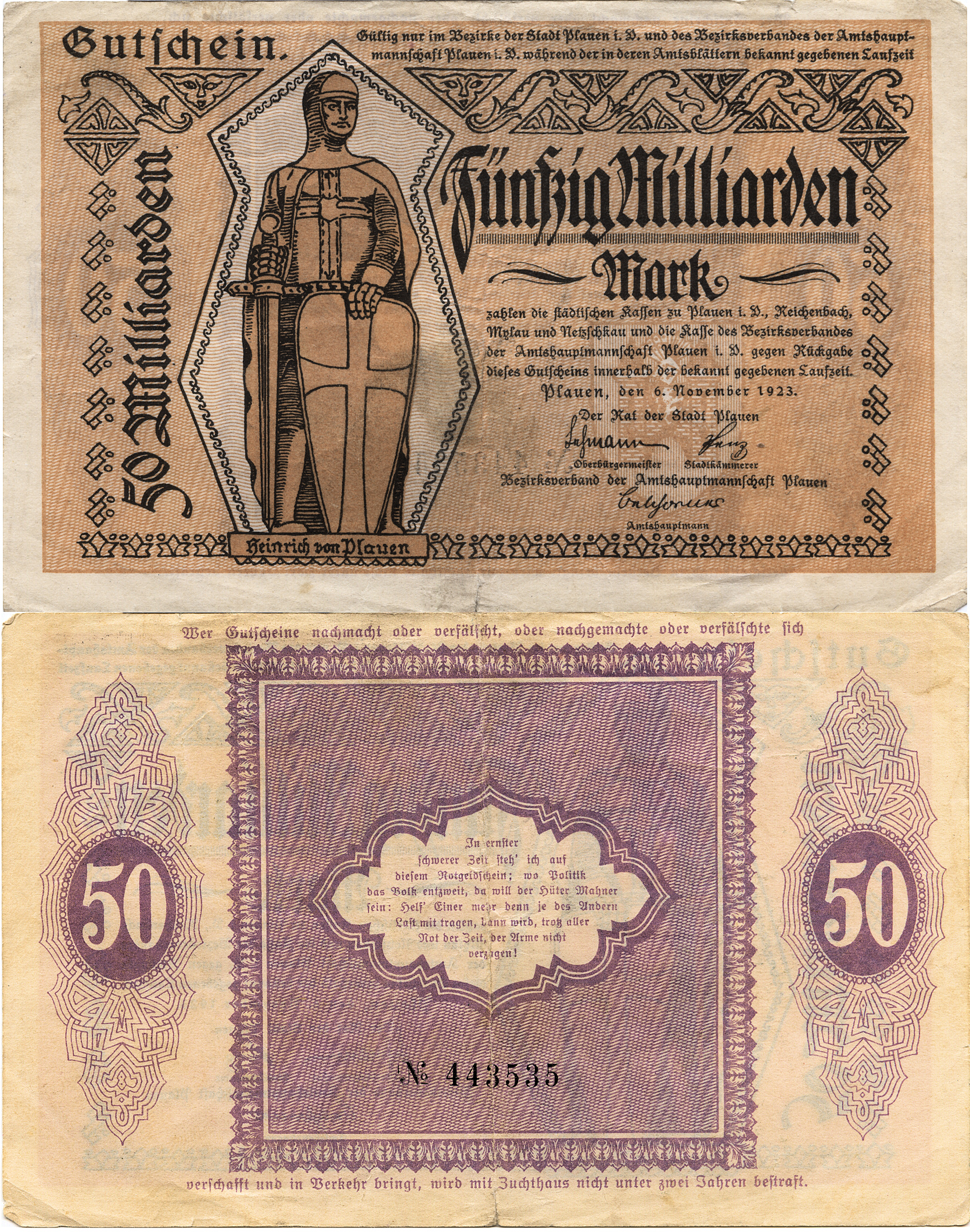
プラウエンで1923年に発行された500億マルクノートゲルト
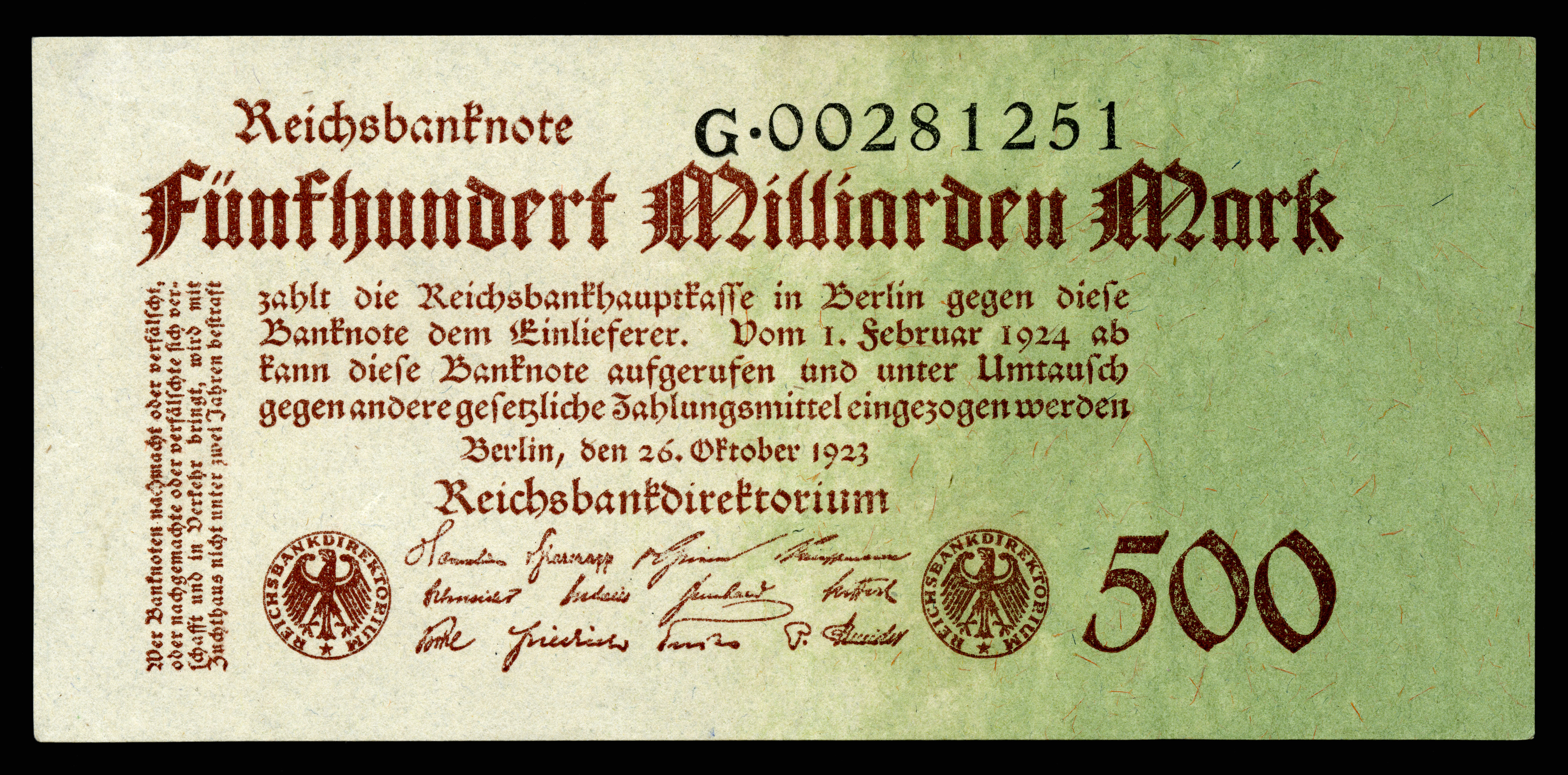
ベルリンで1923年に発行された5000億マルクノートゲルト
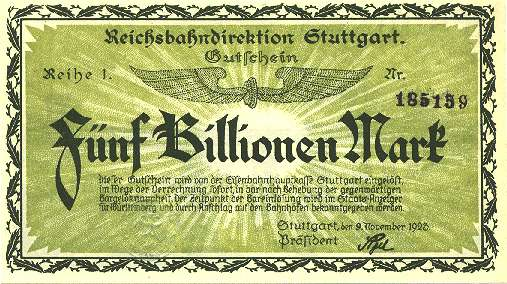
シュトゥットガルトで1923年に発行された5兆マルクノートゲルト
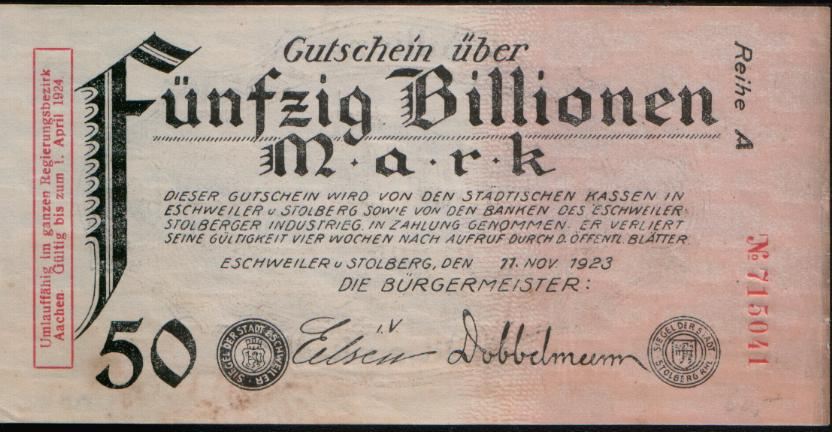
エシュヴァイラーで1923年に発行された50兆マルクノートゲルト

### インフレーションの鎮静化

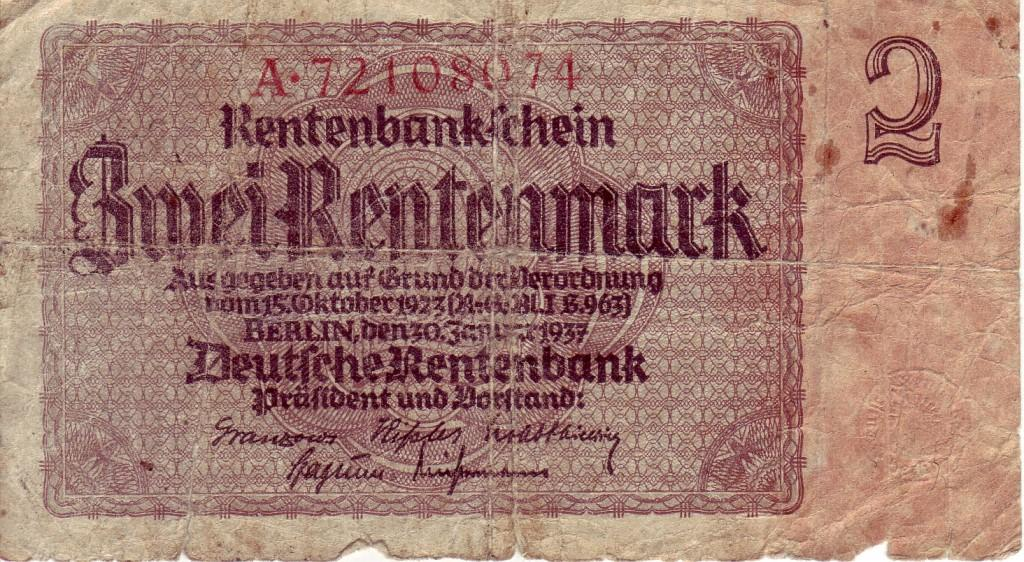
1923年10月15日の法令に従って発行された2レンテンマルク紙幣

ハイパーインフレーションの危機により、有名な経済学者や政治家たちがドイツの通貨を安定させる手段を検討し始めた。国内に存在する金や外国為替を用いて金本位制に復帰すべきというもの、それでは不十分なので国内にある物的価値を基礎として新たに貨幣制度を創設すべきとするものなどがいた。
1923年8月には、経済学者のカール・ヘルフェリッヒがライ麦マルク（ロッゲンマルク、Roggenmark）と称する、ライムギの市場価格を基準とした資産担保証券に裏付けられた新しい通貨を発行する計画をヴィルヘルム・クーノ内閣に対して提案した。農業およびそれ以外の産業に対して半分ずつ抵当の形式で課税することで資本金を調達し、この抵当に対して発行される証券を保証準備としてライ麦マルクを発券する。これは資本家や地主階級の利益を反映した案であった。
グスタフ・シュトレーゼマン内閣が成立すると、その財務大臣ルドルフ・ヒルファディングはヘルフェリッヒの提案に反対した。しかし食糧・農業大臣であったハンス・ルターがヘルフェリッヒの案を支持してシュトレーゼマンの関心を引き、まもなくルターが財務大臣となって、ヘルフェリッヒの提案を基に土地マルク（ボーデンマルク、Bodenmark）の発行を提案した。土地債務や債券の基準として金マルクを採用した点がライ麦マルクとは異なっていた。さらに修正を加えて、土地マルクでは唯一の法定貨幣にすることになっていて、流通中の帝国銀行券の使用を停止することになっていたが、引き続き帝国銀行券が通貨としての効力を有するように改めて、新マルク（ノイマルク、Neumark）の発行案となった。土地マルクでは、帝国銀行は廃止されることになっていたが、長い間にわたって築かれた帝国銀行の信用と機構を失うのは不経済であるという点で、帝国銀行の存続と帝国銀行券の法貨としての維持を認めることになった。
1923年10月13日、「財政的経済的および社会的諸領域において、政府が必要かつ緊急と思う諸方策を行う全権を与え、その際憲法の基本的権利から逸脱しうる」とする授権法が議会で成立した。それに基づいて10月15日にドイツ・レンテン銀行設立令 (Verordnung über Errichtung der Deutschen Rentenbank von 15 Oktober 1923) が制定され、10月20日にドイツ・レンテン銀行が発足、11月15日に営業を開始してレンテンマルクの発行が開始された。11月12日にヒャルマル・シャハトがライヒ通貨委員に就任してドイツ・レンテン銀行運営の責任者となった。
レンテン (Renten) という言葉は、地代、資本利子、年金といった意味がある。ドイツの農民は地主に対して、借りている土地のレンテンを支払わなければならなかったが、レンテンを支払い続けることによって土地代の元本を償還して土地がいずれ自分のものになるということはなく、永久に支払い続けなければならないものであった。19世紀後半に農民をレンテンの負担から解放する運動が発生し、農民が銀行から資金を借りて土地を購入し、銀行に対し利払いと元本償還を行うようになった。このための銀行もレンテン銀行と称し、土地に対して発行される証券をレンテン証券、銀行に対する支払いをレンテンと呼んだ。したがって、ドイツ・レンテン銀行設立前からドイツには各地にレンテン銀行がいくつも存在しており、レンテンマルク発行の主体となった銀行はドイツ・レンテン銀行と呼んで区別する。
ドイツ・レンテン銀行は私企業であり、通貨発行権を持つ銀行ではなかった。したがってレンテンマルクもノートゲルトの一種である。法貨ではないが、政府は支払手段としてレンテンマルクを受け入れるとされていた。銀行の資本金は32億レンテンマルクとされ、半分を農業から、残りを商工業と銀行業から調達した。農業からの出資分については、1913年7月3日の国防分担金と補填法 (Wehrbeitrag und Deckungsgesetze vom 3 Juli 1913) に基づいて国防分担金が徴収された際の金額算定基準となった農地価格の4パーセントを債権として銀行が取得することによって実施された。したがって農家は農地価格の4パーセントの債務をドイツ・レンテン銀行に対して負ったことになっただけで、現金での出資ではなかった。農業以外の部門からの出資についても、土地に関しては同じ方式であり、土地債務で充当できない部分については別途債務証書を差し入れた。こうしてドイツ・レンテン銀行は出資者から金マルク（戦前のマルクの価値に相当する、純金の1/2790キログラムの価値）建ての債務証書の形で出資を受ける。この債務に対し出資者は年6パーセントの利子を銀行に払わなければならない。ドイツ・レンテン銀行はこの債務証書を保証準備として5パーセントの利子付きのレンテン債券を発行し、さらにこのレンテン債券を支払準備としてレンテン銀行券（レンテンマルク）を発行する。レンテンマルクの発行高は資本金と準備金の合計額を超えてはならない。レンテンマルクは請求があれば、レンテン債券と兌換する。これにより、レンテン銀行券はレンテンマルク建てで表示されているが、レンテンマルクは戦前の金マルクと等しい価値を持つことになる。
ヒャルマル・シャハトがライヒ通貨委員に就任した1923年11月12日以降、ドイツの中央銀行であるドイツ帝国銀行はこれ以上政府の国債を購入することを認められなくなり、これにより対応するパピエルマルクの発行も停止した。商業手形の割引をすることは認められ、レンテンマルクの総額は増大することになるが、現在の商取引および政府の取引に一致するように厳格に発行が管理された。ドイツ・レンテン銀行は、レンテンマルクが法定貨幣ではないことから、政府とレンテンマルクを借りることができない投機家に対する信用供与を拒否した。
レンテンマルクとパピエルマルクの交換比率は、法律では定められなかった。ドルとパピエルマルクの間は為替変動があり、ドルとレンテンマルクはほぼ固定であったため、レンテンマルクとパピエルマルクの間でも交換比率が変動することになった。レンテンマルクは絶大な信用を得て、発行開始から数日の間、帝国銀行の窓口にはパピエルマルクをレンテンマルクに交換しようとする人の長い行列が形成された。レンテンマルク発行開始の11月15日時点で、ベルリン市場におけるドルとパピエルマルクの為替レートは1ドル1兆5200億マルクであったが、11月20日に1ドル4兆2000億マルクまで下落した時点で安定した。これにより、戦前の金マルクでは1ドル4.2マルクであったが、パピエルマルクの価値はそれに比べて1兆分の1に下落したことになり、1兆パピエルマルクが1金マルクに等しく、また1レンテンマルクが1金マルクに等しいことから、1兆パピエルマルクが1レンテンマルクの公式が成立した。
帝国銀行総裁のルドルフ・ハーフェンシュタインは、奇しくも為替相場が安定した1923年11月20日に死去し、シャハトは11月22日に後任の帝国銀行総裁に就任してドイツ・レンテン銀行責任者と兼務となった。世界各地の市場では、11月20日以降もマルクの価値が下落したが、ドイツ帝国銀行は1ドル4兆2000億パピエルマルクの為替相場を維持するように為替介入した。12月14日には、帝国銀行はパピエルマルクとレンテンマルクを1兆マルク=1レンテンマルクで交換すると初めて公式表明した。レンテンマルク発行当初は、人々はパピエルマルクを忌避してレンテンマルクを歓迎していたが、発行開始から2週間もするとこの1兆マルク=1レンテンマルクの計算しやすい固定交換比率が定着して、パピエルマルクとレンテンマルクを同様に並列で使うようになった。こうして1923年12月下旬にレンテンマルクだけでなくパピエルマルクについても価値が安定することになった。
1923年の9月から10月にかけては、猛烈なインフレーションにより社会経済情勢が悪化し、商工業が不振を極め失業が増大し食糧配給も危機に陥る状況であり、一方政府の財政赤字は依然として巨額であったため、レンテンマルク発行につながる最初の提案を出したヘルフェリッヒでさえ、レンテンマルク発行の実効性を危ぶんでいた。ところが、レンテンマルクが発行されて数日でインフレーションは沈静化し為替相場が安定し、政府の財政均衡も回復して国民生活が改善に向かったことで、当時の人々にとっては奇跡としか思われず、「レンテンマルクの奇跡」という言葉が使われるようになった。
レンテンマルクの発行開始に合わせて、帝国銀行は11月17日に回状訓令を全国の支店に送って、11月22日以降は支店窓口でノートゲルトを受け取らないように指示し、またノートゲルトの発行団体はノートゲルトを回収するように要求した。ノートゲルトの回収は急速に進み、総額10億金マルクにも上ったと概算されたノートゲルトが1924年1月末には5億金マルク、6月中旬には1億金マルクと減少していき、1924年10月末にはほぼすべてが回収された。
こうしてインフレーションは沈静化し為替相場も安定したが、賠償金の支払いのようなドイツ国内ではどうすることもできない支出や、ドイツ国内の物価騰貴のための貿易赤字のような問題が起きると、再び為替相場は安定を失いかねない問題が残っていた。またドイツ国内のレンテン債券と兌換のレンテンマルクは、国際的な決済手段としては使いづらい問題があった。1924年4月9日に賠償委員会に提出されたいわゆるドーズ案の最終報告書では、ドイツの通貨の安定が賠償の履行自体にも不可欠であるとして、ドイツ帝国銀行を通じた新貨幣の創設を提案した。これを受けて1924年8月30日にドイツ政府は貨幣法 (Münzgesetz vom 30. August 1924) を制定し10月1日から施行した。この法律に基づき、ドイツ帝国銀行は新たにライヒスマルクという通貨を発行し、戦前の金マルクと同じ金1キログラムが2790マルクの比率で金兌換する、金本位制に復帰することになった。1兆パピエルマルクを1ライヒスマルクに交換するとともに、過渡的役割を果たしたレンテンマルクについても以後順次回収してドイツ・レンテン銀行は清算されることになった。

### 債権債務の再評価
| 日付           | ライヒスマルク | 金マルク | 1金マルクあたりのライヒスマルク |
| -------------- | -------------- | -------- | ------------------------------- |
| 1918年1月-6月  | 10             | 8.00     | 1.25                            |
| 1918年12月     | 10             | 5.00     | 2.00                            |
| 1919年6月      | 10             | 3.11     | 3.21                            |
| 1919年12月     | 10             | 1.04     | 9.61                            |
| 1920年3月      | 100            | 4.87     | 20.53                           |
| 1920年12月     | 100            | 6.88     | 14.53                           |
| 1921年8月      | 100            | 5.82     | 17.18                           |
| 1921年12月     | 100            | 2.87     | 34.84                           |
| 1922年7月      | 1,000          | 9.50     | 105.26                          |
| 1922年11月     | 10,000         | 7.80     | 1,282.05                        |
| 1923年7月23日  | 100万          | 9.89     | 101,112.23                      |
| 1923年8月17日  | 1000万         | 9.81     | 1,019,367.99                    |
| 1923年9月7日   | 1億            | 7.82     | 12,787,723.78                   |
| 1923年10月3日  | 10億           | 9.21     | 108,577,633.00                  |
| 1923年10月16日 | 100億          | 8.06     | 1,240,694,789.00                |
| 1923年10月22日 | 1000億         | 8.18     | 12,224,938,875.00               |
| 1923年11月5日  | 1兆            | 8.65     | 115,607,000,000.00              |

第一次世界大戦からその後のインフレーション期を通じて、労働者の賃金、株価、地価なども上昇したもののインフレーションには追い付かず、結果としてこれらの価値は戦前に比べて下落することになった。一方資本家はこうした負担が軽減されて利潤を蓄積することになり、特に大資本は中小資本を買収して巨大化が進んだ。インフレーションの被害はこうして立場によって異なることになり、特に公社債や預貯金など、確定利子付きの債権保有者は甚大な損害を被ることになった。天文学的な価値の下落により、こうした債権はほとんど無価値になってしまったためである。この問題について世論が沸騰し、裁判においても債務者はインフレーション前の額面金額の返済だけでは足りず、債務の再評価を行わなければならないとの判決が出るようになった。
最終的に、貸付金とその他の債券の再評価に関する1925年7月16日の法律（Gesetz über die Aufwertung von Hypotheken und anderen Ansprüchen、略してAufwertungsgesetze）により、1918年1月1日から1923年11月30日までの期間とそれ以降の期間についてのみ、パピエルマルクと金マルクの換算率を定めた。このためこの急速なインフレーションは、それまで認識されてきた額面価値の原則「1マルクは1マルクの価値がある」の原則を終わらせることになった。
換算表の計算に当たっては、ドル指数だけでなく卸売物価指数をかなりの部分で評価した。原則としてドイツ政府は、インフレ率が高い時期そしてハイパーインフレーションの時期を通じて概してドル指数と卸売物価指数が真の価格をおおむね指し示しているという市場志向の一連の論拠を採用した。これに加えて、価値再評価は金マルクの価値を算出するためにマルクと米ドルの換算率に結びつけられた。
一部の貸付金については最低5年間保持していたことを条件として、新しい通貨における額面の25パーセント増しに再評価され、実質的に旧パピエルマルクにおける価値の250億倍となった。同様に、一部の国債は額面の2.5パーセント増しに再評価されたが、賠償履行後に償還されることになっていた。
この法は当時の最高裁判所であるライヒ裁判所において異議を申し立てられたが、1925年11月4日にヴァイマル憲法109条、134条、152条、153条のドイツ国民の権利と義務の規定に照らしても合憲であると判決された。この件は、ドイツ法理学において違憲審査制の先例となった。

## インフレーション下の生活
ドイツの経済は、戦後間もなくの時期には工業生産が急回復しており、雇用もほぼ完全雇用の状態にあるなど、好景気となっていた。一方でインフレーションにより物を買うのは困難となっており、食料を手に入れるためには何時間も並ばなければならなかった。こうした行列はたいてい女性の仕事であった。中流階級の人々は、手持ちの宝飾品や書籍などを売却して当座の資金を得て生活する一方、インフレーションで大もうけした人やマルクの下落で手持ちの外貨の価値が増大した外国人がこうした物品を買いあさっていった。外国人は、月に100ドルもあれば王侯貴族の生活をした上に、美術や骨董品を好きなだけ買うことができた。手持ち品を売っても生きていくことのできない人は、盗みや麻薬の密売などの犯罪に手を染めるほかなかった。一方で現実生活の地獄から目をそらすため、ベルリンの繁華街などはダンス、ジャズ、ヌードショーなどの娯楽で溢れかえっていた。
1923年に入るとルール占領への消極的抵抗によりハイパーインフレーションへと発展し、一般庶民は貯蓄を失うなど深刻な状態となっていた。食料を手に入れられず、子供の栄養失調や餓死が続出した。マルクの購買力が半日で半分から3分の1になるため、賃金や給与は支給直後に物に替えなければならなかった。小売業や農民は価格上昇を見越して売り惜しみ、物々交換のみに応じるようになった。1923年後半には、貨幣価値の下落が急激であったため、給与は週に3回支払われ、さらには1日2回支払われるまでになった時期もあった。食料やその他の生活必需品の供給が途絶し、各地で略奪や暴動が広がって、1923年9月27日には非常戒厳令が宣告された。
都市の商店に食料がないため、農村に買い出しに行くほかなかったが、農民もすぐに価値の下がってしまう紙幣を受け取りたがらず、結局物々交換をするほかなかった。都市部ではわずかなスペースを使って家庭菜園を作り、鶏やウサギの飼育が広まった。救世軍などの慈善団体が実施する給食活動には、失業者やホームレスなどだけでなく、中産階級や知識人などまで並んだ。賄賂を使い、投機を行い、利殖に励み、手際が良く要領の良いものが大きな利益を上げた。
一方、財閥や大企業はインフレーションによってそれまで負っていた債務が実質的に帳消しとなり、大きな利益を得た。フーゴ・シュティネスなどは、マルク暴落を利用して工場、炭鉱、企業の株式、船舶、城、土地などあらゆるものを買いあさったが、その支払い額はあっという間に無価値なものとなったため、ほとんどただで手に入れたことになり、莫大な富を築いた。
インフレーションの過程で中産階級が大きく苦しみ、労働者階級と合流して「群衆」となったことは、その後のドイツの歴史に大きな影響を与えた。

## 分析

### インフレーションの原因
ドイツ政府は第一次世界大戦において、戦費のための膨大な財政需要を国民に対する増税ではなく、主に国債の発行によって賄った。その際に国民に国債を購入させて民間の通貨を吸収するのではなく、主に帝国銀行に購入させて紙幣を増発したため、通貨流通量の急増を招いた。戦争終結後は、まず現物による賠償を連合国によって迫られたが、連合国に対する現物引き渡しは無償であっても、その元の所有者または生産者に対してはドイツ政府が代金を払わなければならず、引き続き大きな財政需要となった。そして賠償委員会によって決定された賠償金の支払いはさらに巨大な財政負担となった。ルール占領に対する消極的抵抗では、労働者に対する経済的支援をしなければならないのに対し、ルール地方からの税収はまったく得られなくなったため、財政赤字をさらに拡大することになり、これらがすべて通貨増発へとつながった。マルクの供給量が増加した結果、その価値は急激に下がり、マルク安をもたらした。
それにより、ドイツにおける財の価格が急騰するとともに、ドイツ政府の運営費用が増大し、税の支払い通貨であるマルク安が続いたために増税によっては財政を賄うことができなくなった。結果的に生じた赤字を国債の発行や単純な紙幣増発の組み合わせで賄い、これらの影響でマルク建て資産の市場供給量が増加し、一層の通貨価値の下落を招いた。ドイツ市民は、通貨価値が急激に目減りしていくことに気づくと、早く消費しようとした。これにより高まった貨幣の流通速度は、かつてない速度で価格を上昇させ、悪循環を形成した。
インフレーションは政府の租税収入を大幅に減少させる効果を持った。租税を査定する時点と、実際に納税される時点の間に貨幣価値が大きく下落してしまうので、租税がほとんど意味をなさなくなるのである。一方政府が帝国銀行に対して公債を渡して増発した帝国銀行券は、実際にその価値が下落するまでの時間差により、政府が利益を得ることになる。このため、1923年10月には財政収入の98パーセントが帝国銀行の公債引き受けによるものとなっており、租税は1パーセントあまりとなっていた。そのため「インフレーションという租税」にますます国家が頼るようになり、それがさらにインフレーションを促進した。

### 鎮静化の要因
インフレーションの鎮静化以前は、帝国銀行券の発行が急増し、さらに貨幣の流通速度も異常に増大したが、それよりも速く紙幣の価値が減少していったため、ドイツ国内の取引に必要な通貨量を満たすことができず、その間隙を埋めるためにノートゲルトが大量発行されていた。レンテンマルク発行後も帝国銀行券（パピエルマルク）は回収されることなく並行使用されたので、レンテンマルク発行高の分通貨の流通量は増加することになったが、ノートゲルトの回収が指示されたこと、帝国銀行券だけでは国内取引需要を満たしていなかったことから、レンテンマルク発行は新たなインフレーションをもたらすことがなかった。
レンテンマルクはレンテン債券と兌換であるとされた。レンテン債券は土地債務証書を準備として発行されたもので、額面に対して年5パーセントの利子を得られるだけであり、発行から5年経過後に償還される。したがって実質的には何の物的資産に兌換されるわけでもなく、単なる擬制であり、レンテンマルクは不換紙幣と何ら変わりがない。しかし複雑な仕組みに民衆は幻惑されて、紙幣の発行に確実な基礎があると信じたという心理的な側面があり、レンテンマルクは民衆の信任を獲得して安定した。
またレンテンマルクは発行高を最大32億レンテンマルクに制限されていた。もし無制限に発行し、政府に貸し出すようなことを続ければ、レンテンマルクへの信頼もすぐに失われてしまうのは確実であった。実際ドイツ・レンテン銀行開業の翌月である1923年12月に、政府はドイツ・レンテン銀行に限度を超えた貸付をするように要求したが、銀行側がこの要求を断固拒絶した。これにより民衆からのレンテンマルクへの信頼が高まったという。
そしてレンテンマルクを用いた貸付に際しては、金計算を採用した。パピエルマルクの時に額面で貸し付けられた資金は、その後のインフレーションにより返済の際にはほとんど無価値な額になってしまい、借り受けた側が利益を得ることになっていた。そこで民間では貸し付けに際して、金地金または金兌換の外貨を基準として計算し、返済の際に貨幣価値減価分を補って返済しなければならないとすることで、インフレーションによる得失が生じることを防いでいた。帝国銀行も、レンテンマルク建てで貸し付ける際にはこの金計算を行うことにし、インフレーションで利益を得る目的で投機家がわざと貨幣価値減価を図る行為を防止した。
パピエルマルクは大量に輸出され、それによって海外市場での為替相場を崩し、インフレーションを招いて利益を得るという投機的行為が行われていた。しかし1923年11月16日、レンテンマルク、金公債及び価値安定緊急通貨に対する外国為替法規適用令 (Verordnung über Ausdehnung der Devisengesetzgebung auf Rentenmark, Goldanleihe und wertbeständige Notgelt) が制定され、レンテンマルクを輸出することを厳しく禁じた。これにより海外市場ではマルクが欠乏し、それ以上のマルク売りがなくなって、為替相場が安定した。
ドイツ政府は財務省証券を帝国銀行に割り引かせて紙幣を調達していたが、レンテンマルク発行と同時にそれ以上財務省証券を帝国銀行で割り引くことが禁止された。これによりパピエルマルクが乱発される原因もなくなった。
しかしこうした要因での通貨の安定は一時的なものであり、ドイツ政府の財政収支の均衡を回復し、特に賠償問題を解決しなければ、安定は継続できるものではなかった。このためレンテンマルク発行によるインフレーション鎮静化は、財務大臣のルターをして「家を建てるのに屋根から作るようなもの」と言わしめた。賠償が課せられドイツ財政にとって巨大な負担となる限り、再び通貨は安定を失うのは確実であった。そのため賠償委員会によって賠償問題を再検討し、1924年8月30日のロンドン協定すなわちドーズ案において毎年の賠償支払い額が3分の1に軽減され、財政の均衡と通貨の安定を阻害しないように支払いができるように考慮が払われたことで、最終的にドイツの通貨が安定した。

## 影響
インフレーションにより政治も混乱し、ザクセン、テューリンゲン、ラインラントなどでは自治体が共産党系の手に握られ、一部は独立を宣言したところもあった。一方、1923年11月にはナチ党メンバーによるミュンヘン一揆も発生した。レンテンマルクの発行によるインフレーションの収束以降は、ドーズ案による賠償負担の緩和が手伝って、経済は回復し、ヴァイマル共和政の安定期を迎えることになる。
ドイツ帝国銀行は、民間発行の手形の割引を行っていたが、その割引率は市場における割引率と無関係に、1922年7月27日までずっと5パーセントに固定されていた。その後割引率は引き上げられていくが、市場における割引率には到底及ばなかった。手形の平均有効期間約40日の間に手形の額面の価値はインフレーションで大幅に下落してしまい、実際の支払い時には当初割引されて受け取った金額の価値にはるかに及ばない金銭を払えば良いことになるので、この帝国銀行の手形の割引率の低さは、実質的に手形を発行し帝国銀行で割り引くことが許された一部の企業への利益の進呈行為に他ならなかった。また同様に私企業や自治体が発行していたノートゲルトも同じような効果があり、国民の犠牲のもとにこれらの企業や自治体が利益を得る「富の再分配」の効果を持っていた。
インフレーションの間賃金も上昇したが、実質的賃金は減少し、10パーセントから20パーセント程度の減額となったとされる。これは雇用していた企業にとって数十億マルクに上る利益増大につながった。ドイツの産業界は、こうしたインフレーションの恩恵を得て、この期間に大きく拡大した。1913年から1914年にかけての資本を100とすると、1924年9月時点では化学工業が227、水道・ガス・電気業が177、鉱山業が135、製鉄・金属加工業が134となるなど、軒並み大きく伸び、それとともに機械や設備が著しく改善された。インフレーションの過程で巨額の利益を上げることになった各産業は、純益をそのまま表面に出すことを望ましくないと感じ、また租税を免れるためにも、巨額の設備投資を行うことになった。そして財閥が形成されて大きく拡大されていくことになり、製鉄企業と炭鉱企業が同一グループとなるなど企業の垂直統合が進展した。これは互いに材料や部品、製品を供給しあうようにすれば、その代金として相互に手形を振り出し、その手形を帝国銀行で割り引くことによって、前述した利益を得ることができるからであった。互いに関連性のある企業が統合されてグループ内で取引を行うようにすることには合理性があったが、フーゴ・シュティネスが手当たり次第に買い集めた企業群にはそれほどの相互補完の関係性がなく、結果的にはインフレーションが沈静化した後にシュティネスの財閥は崩壊していくことになった。
1922年まではインフレーション下での好景気であったが、それを過ぎるとハイパーインフレーションの悪影響が出てくるようになった。労働者の生活条件の悪化により生産性が下がったこと、外国から輸入する原材料の高騰、対ドルでのマルク価値の下落が物価の上昇より激しかったことによる輸出への好影響が1922年以降は失われたことなどで、全体に生産コストが増大し、輸出への悪影響となった。これにより生産量が減少し失業者が急増し、暴動が頻発して革命の危機さえ迎えるようになった。
農業部門は、戦前には合計で130億マルクから160億マルクに上る土地を抵当にした負債を抱えていたとされるが、1925年の債務再評価を経ても27億から30億マルク程度の負債に減少していた。インフレーションにより実質的に債務が目減りし、特に東部ドイツのユンカーにとって巨大な利益となった。
政府は、戦費や賠償の負担に伴う巨額の債務を抱えていたが、インフレーションにより実質的な価値が下がり、ほとんど無価値となった。長期債務である帝国公債は、1923年9月末には約2,000金マルクとなってほとんどゼロになった。短期債務である財務省証券についても、1923年11月15日の時点で3億金マルクほどになっており、やはり大幅に減少した。
一方、銀行はこの期間に損失を被り、大きく資本を目減りさせた。預金が激減して貸し出しの基礎が失われたことに加え、前述した手形割引の利益を狙って企業が手形で決済するようになったことの影響もあった。さらに、財閥化した大企業が自家用の銀行を設立する動きもあり、銀行の弱体化につながった。
賃金労働者は前述したように実質的賃金が目減りして被害を受けたが、家賃が激減した効果により実質的に負担が肩代わりされた。この結果、家屋を賃貸していた大家は大きな被害を受けた。また預金の金利や地代、株式配当、公社債利息などによって生活していた人々も大打撃を受けた。
ハイパーインフレーション以降、ドイツの通貨政策において健全な通貨の維持は主要な課題となっており、2010年欧州ソブリン危機に影響を与えることになった。

## 紙幣の処理

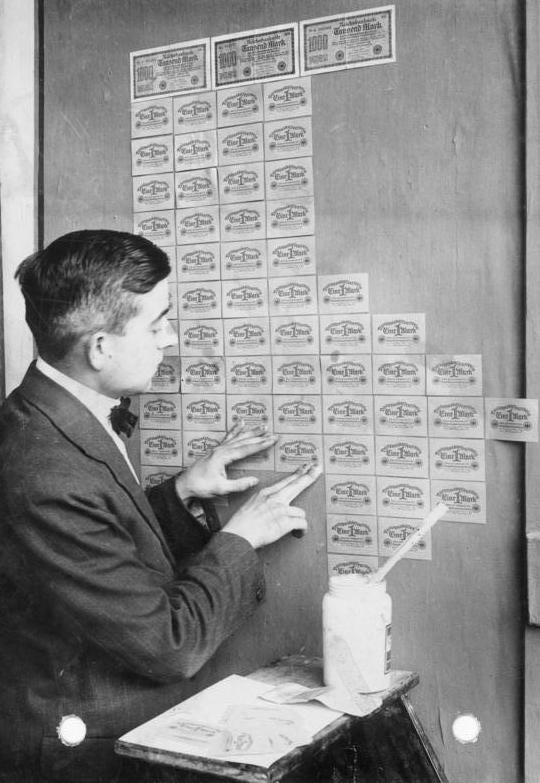
1923年のドイツ、紙幣がほとんど価値を失ったため壁紙代わりに使われている

ハイパーインフレーションは1923年11月にピークに達したが、新通貨のレンテンマルクが導入された時点で終結した。新しい通貨を扱う場所を確保するために、銀行は「トン単位で廃品回収業者にマルクを引き渡し」、リサイクルして紙にした。
ハイパーインフレーションによって価値を失ったマルク紙幣は、広く海外で収集の対象となった。ロサンゼルス・タイムズが1924年に推計したところでは、使用停止されたマルク紙幣はドイツに残っている物よりもアメリカ合衆国に広まったものの方が多いとした。
インフレーション期には、少額硬貨の不足を補うといった目的で多くのノートゲルトが発行された。その中には、当初から収集家向けに多色刷りの続き絵を券面に描いた「シリーズシャイン」というものもあった。紙ではなく麻や絹で作られたものもあった。ノートゲルト自体が収集の対象であり、世界の古銭市場で売買が行われている。発行されていた当時から、ノートゲルトを列挙した雑誌が刊行されていたほどであった。